# AS Roma
Az AS Roma olasz labdarúgócsapat a hazai mérkőzéseit (akárcsak az SS Lazio) a Stadio Olimpicóban, a római olimpiai stadionban rendezi.

## Klubtörténelem

### A kezdetek
1893-ban ért el a futball Olaszországba, azon belül először Genovába, ahol pár angol fiatal megalapította a Genoa Cricket and Athletic Club-ot, amit később, (1896-ban) Genoa Cricket and Football Club-bá kereszteltek.
Habár a következő 40 évben Olaszország szerte új klubok, egyesületek százai alakultak, az első össznemzeti bajnokságot mégis csak 1939–1940-ben rendezték meg először. Addig a klubok csupán különböző regionális bajnokságokban versenyeztek, majd a „scudetto”-t az ún. nemzeti döntőben nyerték el a csapatok.
A genovai klubalapítás és az első nemzeti bajnokság elindulása között természetesen a futball megjelent Rómában is, ami itt is azt jelentette, hogy számos új klub alakult egymás után. Az első ilyen a Football Club Roma (1901) volt, melyet később a Roman, a Lazio (1900), az Alba (1907), a Fortitudo (1908) és még később az Audace, az Esperia és a Juventus Roma követett.
Az 1920-as években a római csapatok csatlakoztak a bajnoksághoz (amit még mindig régiókra osztva bonyolítottak). Először a Fortitudo-nak sikerült bejutnia a döntőbe, 1922-ben, azonban kettős győzelemmel a Pro Vercelli nyerte a bajnokságot. Három év múlva, 1925-ben, az Alba hasonlóan járt, ők a Bologna csapatával szemben maradtak alul 4:0, 2:0 arányban. A következő években az Alba még egyszer eljutott a döntőig, akkor azonban a torinói Juventus állta útjukat a kupa megszerzésében.
Ezekben az időkben vált világossá, hogy a római futballrégió túlságosan is megosztott és gyenge ahhoz, hogy felvegye a versenyt az északi csapatokkal, így szükségessé vált egy radikális átszervezés. 1927-re a Pro Roma és a Romana egyesültek, hozzájuk csatlakozott később a Fortitudo, míg a Juventus Roma feloszlott, valamint az Audace beleolvadt az Albába. Négy új klub született: Alba-Audace, Fortitudo, Roman és a Lazio.
Az Alba játékosai zöld (vízszintesen) csíkos felsőt, fehér nadrágot és zöld-fehér csíkos fekete lábszárvédőt viseltek, a Fortitudo a „katolikusok” csapata volt, rendszerint piros felsőben (alján egy kék csíkkal), fehér nadrágban és piros zokniban (szintén kék csíkkal) léptek pályára. A Roman (a későbbi AS Róma) a tehetősebb (Flaminio és Parioli) kerületek csapata volt, akik az örök város császári hagyományait követve giallorosso-ban, azaz a sárga-bordóban szerepeltek.

### A csapat születése
A négy csapat közül a Lazio volt a legszervezettebb egyesület, ahol a labdarúgáson kívül biciklizéssel és gimnasztikával is foglalkoztak, a klub egyfajta sportcentrumként üzemelt. Ezen okok miatt a Lazio vezetői elutasították a másik három csapat azon felvetését, hogy egyetlen nagy, közös egyesületbe kéne tömörülniük. 1927. június 6-án a Lazio elnöke olyan elfogadhatatlan pénzügyi körülményeket mutatott be a jelen lévő másik három csapat vezetőinek, amely meghiúsította a csapatok egyesítését.
Válaszul 1927. július 22-én az Olasz labdarúgó-szövetség épületében az Alba, a Fortitudo és a Roman csapatának képviselői elfogadták az egyesülés ötletét, a jó és sikeres római sportért, továbbá megegyeztek abban is, hogy megszakítják a Lazio-val a tárgyalásokat. A döntés jónak bizonyult, hiszen az Albának nagy szurkolói tábora volt, a Furtitudo a játékosokat adta, a Roman pedig pénzt hozott a fúzióba. Ezen a napon született meg az AS (Associazione Sportiva) Roma.
Az elnök Italo Foschi lett, az edzői teendőket ideiglenesen Pietro Piselli (az Alba volt edzője) és Jozsef King (Ging) (a Fortitudo volt edzője) látták el.
1927. június 17-én lépett először pályára a csapat, már mint AS Roma a Velodromo Appio-ban, ami akkor az Alba stadionja volt, itt játszották a mérkőzéseiket egészen 1929-ig, amíg az új stadion, a Testaccio befejezésére vártak. A történelmi, első meccsüket az Újpesti TE-vel játszották, a következő felállásban: Rapetti a kapuban, Mattei, Corbyons, Ferraris IV, Degni, Caimmi, Heger, Boros, Rovida, Cappa és Ziroli. A Roma nyerte 2:1-re a találkozót Cappa és Heger góljaival, akik így a giallorossa-k történetének első hivatalos góljait szerezték (Újpesti TE: Baxai, Fogl II, Fogl III, Renner, Lutz II, Wilhelm I, Stroch, Wilhelm II, Lutz III, Schaller, Szabó; gól: Szabó). A mez, amit viseltek, a hagyományos bordó poló („sangue di bue” – ökör vére) sárga nyakkal („becco d'oca” – kacsa csőre) és a fehér nadrág és vörös zokni sárga hajtókával.
A csapat története első bajnoki címét az 1941-1942-es szezonban érte el, a győzelmet a háború miatt azonban csak szerény keretek között lehetett megünnepelni. A harcok ezután elérték Olaszországot is, véget vetve a Roma felívelő pályájának is.

### Az első sikerkorszak
Az 1960-as években két Olasz Kupát ('64 és '69) is megnyertek, amellett, hogy olyan értékes játékosok öltötték magukra a Roma mezét, mint Lojacono, Schiaffino, Angelillo, Losi vagy „Picchio” De Sisti. Főleg az 1969-es Olasz Kupa győzelme emlékezetes, melyet Alvaro Marchini elnöksége és a „mágus” Helenio Herrera technikai vezető idején szereztek. Ennek az időszaknak a góllövői közül „Ciccio” Cordova és Fabio Capello sok évvel később, mint edzők tértek vissza a Romába. A sikerek időszakát csak egy, igen szomorú eset árnyékolta be, Giuliano Taccola egy tragikus márciusi vasárnapon a Cagliari elleni meccs után, máig tisztázatlan körülmények között az öltözőben hunyt el. (Feltehetően a dopping áldozata lett).
Az 1970-es éveket Gaetano Anzalone elnöksége jellemezte, kinek igen jó megérzése volt Nils Liedholm Rómába hozatala. A „báró” érdeme volt fiatal játékosok értékesítése, mint Rocca és Di Bartolomei. Nem hiányzott a kiváló helyezés sem, 1974–1975-ben bronzérmet nyertek. '79 nyarán a Roma története fordulóponthoz ért, elnöke Dino Viola lett, aki az azóte eligazolt Liedholmot újból visszahozta, továbbá olyan fiatal reménységeknek adott lehetőséget, mint Bruno Conti és Carlo Ancelotti, míg Roberto Pruzzo folyamatosan bizonyította milyen kiváló bomba formában van. Természetesen a siker sem maradt el, az 1979-es Olasz Kupát már ők emelhették a magasba a Torino ellenében.
Az 1980–1981-es szezonban a klub történelme egyik legjobb vételét ütötte nyélbe Paulo Roberto Falcão leigazolásával. Szintén ebben a szezonban a Juventus megerősödésével elkezdődött a rivalizálás a két klub között. 1982–1983-ban végre sikerült, amire már régóta vártak, Pruzzo döntetlent érő Genova ellen lőtt góljával az AS Roma történetében másodszor Olasz Bajnok lett. Róma önkívületbe került ezzel a fantasztikus győzelemmel, még dal is született a csapatról, mely később az AS Roma himnuszává vált.

### Lassú hanyatlás
A következő időszak a nagy vereségek kora. Első veresége az Olimpicó-ban érte a csapatot, ahová egy egész város ment ki szurkolni nekik a Bajnokok Kupájának döntőjére, de a Liverpool FC legyőzte őket. Az ott érzett keserűséget az Olasz Kupa újbóli elhódítása sem tudta enyhíteni.
A következő évek hiábavaló kísérleteket jelentettek a korábbi tündökléshez való visszatéréshez, Viola még egyszer visszahívta Liedholmot, de ezúttal a csoda elmaradt. A „sárga-pirosak” iskolájának egyik legjobb talentuma ekkoriban Giuseppe Giannini volt. Liedholm hőseinek árnyékában nőtt fel, egy a Roma számára kevéssé boldog időszakban érte el az érettségét és a nemzeti válogatottban is kénytelen volt elszenvedni Olaszország 1990-es csúfos világbajnoki vereségét.
Viola lemondása után, 1991-ben úgy tűnt a csapat újra magához tér. Bejutott az UEFA-kupa döntőjébe az Interrel együtt, de ismét csalódniuk kellett, a milánói 0–2-es vereségre csak Rizzitelli egyetlen góljával tudtak válaszolni az Olimpicóban. A Szuperkupában sem ment jobban: a Sampdoriától kaptak ki 1–0-ra, így idén sem enyhítette keserűségüket a hetedik alkalommal is elnyert Olasz Kupa.
Dino Viola-t Ciarrapico követte, aki azonban csak egy évig maradt, helyét Franco Sensi vette át. Carlo Mazzone, egy igazi tősgyökeres római jött a csapathoz, azonban a győzelmek csak nem jöttek, a technikai vezetés egyetlen igazi sikere Francesco Totti volt.
Egy szezonon át tartó megbeszélés után, Carlos Bianchi kísérletét jelezve, az elnök Sensi egy technikai újításba fogott, mely Zdenek Zeman nevéhez fűződött.

### Második sikerkorszak
A cseh szakember alkalmazása fontos játékosok, mint Cafu és Candela érkezését, valamint Damiano Tommasi, Marco Delvecchio megerősítését és Francesco Totti felemelkedését hozta magával, de az igaz eredmények valahogy továbbra is elkerülték a csapatot.
Az 1999–2000-es szezonban végre bekövetkezett az oly rég óta várt fordulat. A Roma szurkolói egy hosszú, sikertelen időszak után győzelmet követeltek. Sensi elnök Fabio Capello-nak szavazott bizalmat az edzői poszton. A körülményekkel tökéletesen tisztában lévő szakember leigazoltatta a klubbal többek között Montellát és Nakatát. A szezon túlnyomó részében kiválóan teljesítettek, azonban a véghajrára lendületük elfogyott és végül a hatodik helyre zuhantak. A Lazio győzelme csak fokozta a keserűséget a szurkolókban.
A következő szezon már Capello szakértelmét dicséri: 2000–2001-ben a Roma átütő sikerrel, 75 pontos rekorddal győzött az akkor még 18 csapatos Serie A-ban. A résztvevők közül elsősorban Gabriel Batistuta 20 góljával, Montella fontos döntő helyzetekben lőtt góljaival és Totti vezetői képességével és tehetségével járult hozzá döntő mértékben a sikerhez. A harmadik diadal volt és a „sárga-pirosak” tengere a Circus Maximusban gyűlt össze a hetekig tartó ünnepre. A bajnokságban aratott győzelem hozzájárult ahhoz, hogy az AS Roma biztosítsa helyét az olasz foci elitjében.
A következő szezonban a Roma csupán egy ponttal lemaradva második lett a bajnokságban a Juventus mögött. Ezután a 2003-2004-es szezonban erősödött meg a csapat, amikor 2. lett a Milan mögött. Utána egy 8. hely következett, majd az ezt követő három szezonban: 2005-2006-ban, 2006-2007-ben és 2007-2008-ban a csapat rendre 2. lett, mindhárom alkalommal az Inter mögött. A 2009-2010-es idény kiélezett bajnokságában megint az Inter mögött lett második két ponttal lemaradva.
A 2019–2020-as szezonban a ötödik helyen végzett és ezzel Európa-liga indulási jogot szerzett. A 2021-2022-es szezonban a klub megnyerte az UEFA Konferencia Liga első kiírását, miután a döntőben 1-0 arányban legyőzték a holland Feyenoord Rotterdam együttesét.

## Sikerlista
- Olasz bajnokság – Serie A

Bajnok (3): 1941-42, 1982-83, 2000-01
- Olasz kupa – Coppa Italia

Győztes (9): 1963–64, 1979-80, 1980-81, 1983-84, 1985-86, 1990-91, 2006-07, 2007-08
- Olasz szuperkupa – Supercoppa Italiana

Győztes (2): 2001, 2007
- Olasz bajnokság – Serie B

Bajnok (1): 1951-52
- Vásárvárosok kupája

Győztes (1): 1960-61
- UEFA Konferencia Liga

Győztes (1): 2021-22

### Egyéb címek
- Angol-Olasz Kupa

Győztes (1): 1972
- Teresa Herrera-kupa

Győztes (1): 1984
- MLS All-Star Game

Győztes (1): 2013

## Játékoskeret
Utolsó módosítás: 2025. január 10.
A vastaggal jelzett játékosok felnőtt válogatottsággal rendelkeznek.
A dőlttel jelzett játékosok kölcsönben szerepelnek a klubnál.
| Mezszám                | Név                                                   | Nemzetiség                       | Születési hely          | Születési idő (kor)            | Korábbi csapat           | Érték (€)  | Szerződés lejárta |
| Kapusok                | Kapusok                                               | Kapusok                          | Kapusok                 | Kapusok                        | Kapusok                  | Kapusok    | Kapusok           |
| ---------------------- | ----------------------------------------------------- | -------------------------------- | ----------------------- | ------------------------------ | ------------------------ | ---------- | ----------------- |
| 89                     | Renato Marin                                          | olasz · BRA                      | São Paulo               | 2006. július 10. (18 éves)     | Utánpótlásból került fel | 500 000    | 2025.06.30.       |
| 98                     | Mathew Ryan                                           | AUS · skót                       | Plumpton                | 1992. április 8. (33 éves)     | AZ                       | 3 500 000  | 2025.06.30.       |
| 99                     | Mile Svilar                                           | SRB · belga                      | Antwerpen               | 1999. augusztus 27. (25 éves)  | SL Benfica               | 14 000 000 | 2027.06.30.       |
| Védők                  |                                                       |                                  |                         |                                |                          |            |                   |
| 3                      | Angeliño                                              | spanyol                          | Coristanco              | 1997. január 4. (28 éves)      | Galatasaray SK           | 8 000 000  | 2028.06.30.       |
| 5                      | Evan Ndicka                                           | Elefántcsontpart · Franciaország | Párizs                  | 1999. augusztus 20. (25 éves)  | Eintracht Frankfurt      | 25 000 000 | 2028.06.30.       |
| 12                     | Száud Abdulhamíd                                      | KSA                              | Desidda                 | 1999. július 18. (25 éves)     | El-Hilál FC              | 4 000 000  | 2028.06.30.       |
| 15                     | Mats Hummels                                          | német                            | Bergisch Gladbach       | 1988. december 16. (36 éves)   | Borussia Dortmund FC     | 5 000 000  | 2025.06.30.       |
| 19                     | Zeki Çelik                                            | TUR                              | Bursa                   | 1997. február 17. (28 éves)    | Lille OSC                | 5 000 000  | 2026.06.30.       |
| 22                     | Mario Hermoso                                         | spanyol                          | Madrid                  | 1995. június 18. (29 éves)     | Atlético de Madrid       | 10 000 000 | 2027.06.30.       |
| 23                     | Gianluca Mancini                                      | olasz                            | Pontedera               | 1996. április 17. (29 éves)    | Atalanta BC              | 18 000 000 | 2027.06.30.       |
| 26                     | Samuel Dahl                                           | SWE                              | Västerås                | 2003. március 4. (22 éves)     | Djurgårdens IF           | 4 000 000  | 2029.06.30.       |
| 66                     | Buba Sangaré                                          | spanyol                          | Elche                   | 2007. augusztus 6. (17 éves)   | Levante UD               | 1 000 000  | 2027.06.30.       |
| Középpályások          |                                                       |                                  |                         |                                |                          |            |                   |
| 4                      | Bryan Cristante                                       | olasz · kanadai                  | San Vito al Tagliamento | 1995. március 3. (30 éves)     | Atalanta BC              | 12 000 000 | 2027.06.30.       |
| 7                      | Lorenzo Pellegrini                                    | olasz                            | Róma                    | 1996. június 19. (28 éves)     | US Sassuolo Calcio       | 14 000 000 | 2026.06.30.       |
| 16                     | Leandro Paredes                                       | argentin                         | San Justo               | 1994. június 29. (30 éves)     | Paris Saint Germain FC   | 5 000 000  | 2025.06.30.       |
| 17                     | Manu Koné (kölcsönben a Borussia Mönchengladbach-tól) | FRA · Elefántcsontpart           | Colombes                | 2001. május 17. (24 éves)      | Borussia Mönchengladbach | 26 000 000 | 2025.06.30        |
| 56                     | Alexis Saelemaekers (kölcsönben az AC Milan-tól       | belga                            | Berchem-Saint-Agathe    | 1999. június 27. (25 éves)     | AC Milan                 | 12 000 000 | 2025.06.30.       |
| 59                     | Nicola Zalewski                                       | POL                              | Tivoli                  | 2002. január 23. (23 éves)     | Utánpótlásból került fel | 10 000 000 | 2025.06.30.       |
| 61                     | Niccolò Pisilli                                       | olasz                            | Róma                    | 2004. szeptember 23. (20 éves) | Utánpótlásból került fel | 12 000 000 | 2026.06.30.       |
| Támadók                |                                                       |                                  |                         |                                |                          |            |                   |
| 11                     | Artem Dovbik                                          | UKR                              | Cserkaszi               | 1997. június 21. (27 éves)     | Girona FC                | 30 000 000 | 2029.06.30.       |
| 14                     | Eldor Shomurodov                                      | UZB                              | Jarkurgan               | 1995. június 29. (29 éves)     | Cagliari Calcio          | 4 000 000  | 2026.06.30.       |
| 18                     | Matías Soulé                                          | ARG · olasz                      | Mar de Plata            | 2003. április 15. (22 éves)    | Juventus FC              | 22 000 000 | 2029.06.30.       |
| 21                     | Paulo Dybala                                          | argentin · olasz                 | Laguna Larga            | 1993. november 15. (31 éves)   | Juventus FC              | 8 000 000  | 2025.06.30.       |
| 35                     | Tomasso Baldanzi                                      | olasz                            | Poggibonsi              | 2003. március 23. (22 éves)    | Empoli FC                | 14 000 000 | 2028.06.30.       |
| 92                     | Stephan El Shaarawy                                   | olasz · EGY                      | Savona                  | 1992. október 27. (32 éves)    | Sanghaj Greenland        | 5 000 000  | 2025.06.30.       |
| Kölcsönadott játékosok |                                                       |                                  |                         |                                |                          |            |                   |
| Név                    | Poszt                                                 | Nemzetiség                       | Születési hely          | Születési idő (kor)            | Kölcsönben itt           | Érték (€)  | Kölcsön lejárta   |
| Davide Mastrantonio    | kapus                                                 | olasz                            | Róma                    | 2004. január 16. (21 éves)     | AC Milan U23             | 159 000    | 2025.06.30.       |
| Marash Kumbulla        | védő                                                  | albán · olasz                    | Peschiera del Garda     | 2000. február 8. (25 éves)     | RCD Espanyol             | 4 500 000  | 2025.06.30.       |
| William Feola          | védő                                                  | olasz                            | Róma                    | 2006. január 4. (19 éves)      | Como Primavera           | ?          | 2025.06.30.       |
| Jan Oliveras           | védő                                                  | spanyol                          | Manresa                 | 2004. július 7. (20 éves)      | GNK Dinamo Zagreb        | 100 000    | 2025.06.30.       |
| Matteo Plaia           | védő                                                  | olasz                            | Brüsszel                | 2006. március 29. (19 éves)    | AC Perugia Calcio        | 10 000     | 2025.06.30.       |
| Edoardo Bove           | középpályás                                           | olasz                            | Róma                    | 2002. május 26. (23 éves)      | ACF Fiorentina           | 14 000 000 | 2025.06.30.       |
| Ebrima Darboe          | középpályás                                           | gambia                           | Bakoteh                 | 2001. június 6. (24 éves)      | Frosinone                | 1 800 000  | 2025.06.30.       |
| Enzo Le Fée            | középpályás                                           | FRA                              | Lorient                 | 2000. február 3. (25 éves)     | Sunderland AFC           | 18 000 000 | 2025.06.30.       |
| Riccardo Pagano        | középpályás                                           | olasz                            | Tivoli                  | 2004. november 28. (20 éves)   | US Catanzaro 1929        | 2 500 000  | 2025.06.30.       |
| Tammy Abraham          | támadó                                                | angol · NGR                      | London                  | 1997. október 2. (27 éves)     | AC Milan                 | 20 000 000 | 2025.06.30.       |
| Luigi Cherubini        | támadó                                                | olasz                            | Tivoli                  | 2004. január 15. (21 éves)     | Carrarese Calcio FC      | 1 500 000  | 2025.06.30        |
| Manuel Nardozi         | támadó                                                | olasz                            | Róma                    | 2006. május 5. (19 éves)       | Parma Primavera          | ?          | 2025.06.30        |
| Ricardo Pagano         | támadó                                                | olasz                            | Tivoli                  | 2004. november 28. (20 éves)   | US Catanzaro 1929        | 2 500 000  | 2025.06.30        |
| Ola Solbakken          | támadó                                                | Norvégia                         | Melhus                  | 1998. szeptember 7. (26 éves)  | Empoli FC                | 2 500 000  | 2025.06.30.       |

## Egykori híres játékosai
| - Aldair (1990–2003) - Amadeo Amadei (1936–1948) - Carlo Ancelotti (1979-1987) - Antonio Valentin Angelillo - Francesco Antonioli (1999–2003) - Marcos Assunção (1999–2002) - Abel Balbo (1993–1998, 2000–2002) - Gabriel Batistuta (2000–2003) - Zbigniew Boniek (1985-1988) - Cafu (1997–2003) - Vincent Candela (1996–2005) - Claudio Caniggia (1992–1994) - Fabio Capello (1967-1970) - Amedeo Carboni (1990-1997) - John Carew (2003–2004) - Antonio Cassano (2001–2006) - Toninho Cerezo (1983–1986) - Cristian Chivu (2003-2007) - Bruno Conti (1973–1990) - Fabio Cudicini (1958–66) - Dino Da Costa (1955–1962) - Danielle De Rossi (2001-2019) |  | - Olivier Dacourt (2003-2006) - Martin Dahlin (1996–1997) - Traianos Dellas (2002–2005) - Marco Delvecchio (1995–2005) - Agostino Di Bartolomei (1972–1984) - Luigi Di Biagio (1995–1999) - Emerson (2000–2004) - Paulo Roberto Falcão (1980–1985) - Alcide Ghiggia - Giuseppe Giannini (1981–1996) - Enrique Guaita - Josep Guardiola (2002–2003) - Gianni Guigou (2000–2003) - Thomas Häßler (1991–1994) - Iván Helguera (1997–1998) - Francisco Lima (2001–2004) - Francisco Lojacono (1960-1963) - Giacomo Losi (1954–1969) - Mancini - Pedro Manfredini (1959-1965) - Guido Masetti (1930–1943) |  | - Philippe Mexes - Vincenzo Montella (1999-2007) - Hidetoshi Nakata (2000–2001) - Sebastiano Nela (1981–1992) - Christian Panucci - Ivan Pelizzoli (2001–2005) - Simone Perrotta - Roberto Pruzzo (1978–1988) - Francesco Rocca (1973–1981) - Walter Samuel (2000–2004) - Alessandro Scopelli - Angelo Sormani - Luciano Spinosi - Franco Tancredi (1977-1990) - Damiano Tommasi (1996-2006) - Francesco Totti (1989-2017) - Rudi Völler (1987–1992) - Rodolfo Volk (1928-1933) - Antonio Carlos Zago (1998-2002) - Cristiano Zanetti (1999–2001) - Jonathan Zebina (2000–2004) |